# Jürgen Schult
Jürgen Schult (Amt Neuhaus, 11 de maio de 1960) é um ex-atleta da Alemanha Oriental, ex-recordista mundial, campeão mundial e campeão olímpico do lançamento de disco.
Depois não competir nos Jogos Olímpicos de Los Angeles 1984 devido ao boicote dos países do bloco comunista europeu a estes Jogos, ele estabeleceu um recorde mundial no lançamento de disco em 1986. Com a marca de 74,08 m, ele quebrou o recorde anterior do soviético Yuri Dumchev por 2,22 m. Este recorde mundial do permaneceu vigente por 38 anos, o mais longevo do atletismo masculino, sendo quebrado apenas em abril de 2024 pelo lituano Mykolas Alekna, com a marca de 74,35 m. 
No ano seguinte, em Roma, conquistou a medalha de ouro no Campeonato Mundial de Atletismo de 1987; ele ainda ganharia mais três medalhas em Mundiais, a última delas em 1999, aos 39 anos, em Sevilha 1999.
Schult disputou sua última Olimpíada em Sydney 2000, aos 40 anos, terminando em oitavo lugar, numa prova vencida pelo pai do atleta que iria quebrar seu recorde mundial de 38 anos.
Em 2002 tornou-se treinador da Associação Alemã de Lançamento de Disco.